# London Stock Exchange

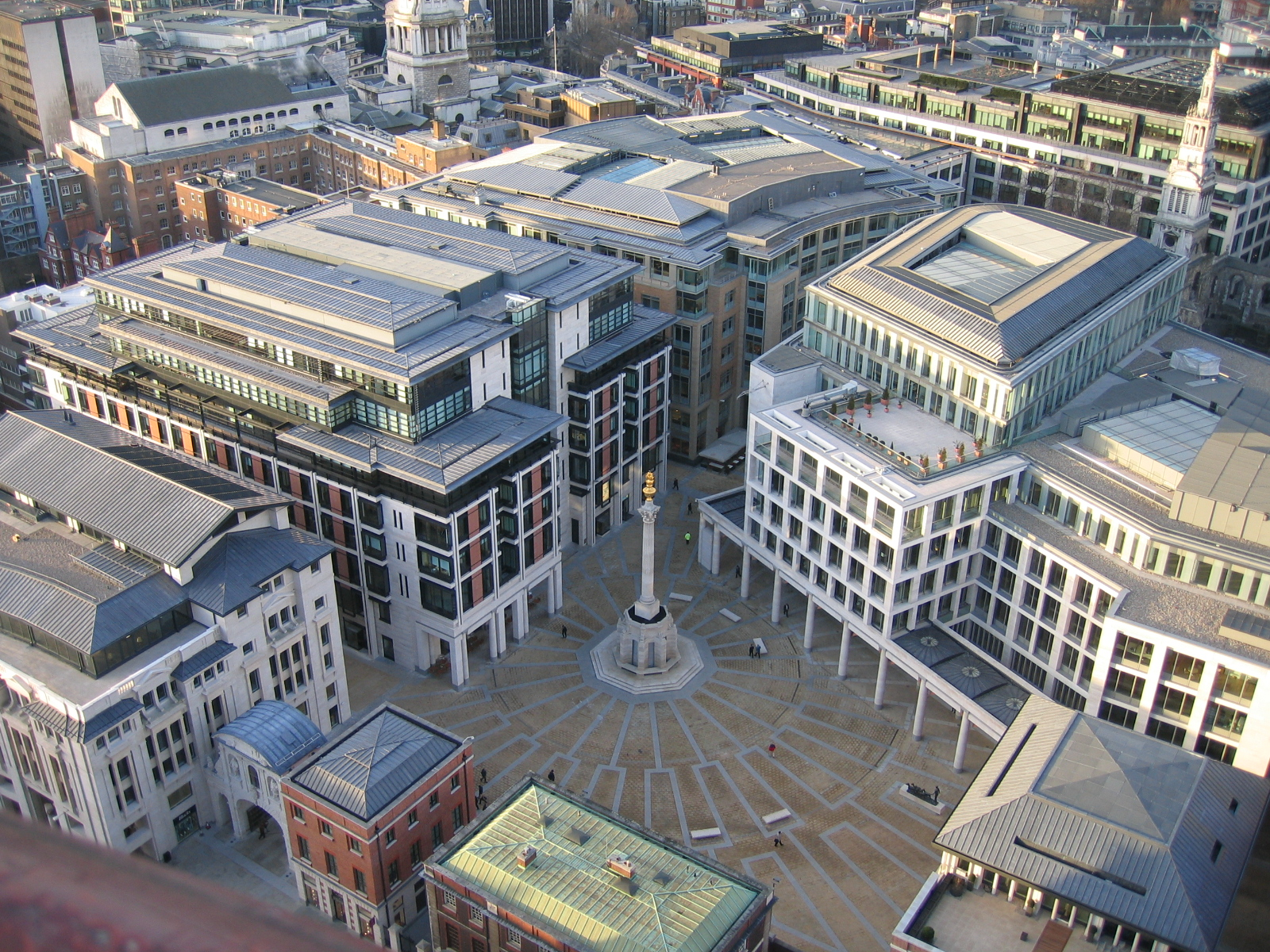
Paternoster Square: LSE occupa la struttura sul lato destro della foto.

La Borsa di Londra (in inglese London Stock Exchange, abbreviato in LSE) è la borsa valori con sede a Londra, in Inghilterra (Regno Unito). Fondata nel 1801, è la seconda piazza finanziaria europea per capitalizzazione dopo Euronext, nonché una delle prime al mondo. Dal 2007, a seguito dell'aggregazione con Borsa italiana, si è creato il London Stock Exchange Group. La holding a marzo 2016, ha annunciato la fusione con Deutsche Börse.
L’indice principale del LSE è il FTSE100, lanciato il 3 gennaio 1984. Raccoglie le prime cento società a maggiore capitalizzazione quotate alla Borsa londinese. Oltre al mercato principale (Main Market), LSE opera sul mercato AIM (il segmento dedicato alle piccole-medie imprese), sul Professional Securities Market, dedicato agli emittenti, e nei servizi di trading. Al 31 ottobre 2016 sono 2 286 le società totali quotate alla Borsa di Londra, per un valore di mercato complessivo pari a 4 391 835 milioni di sterline.

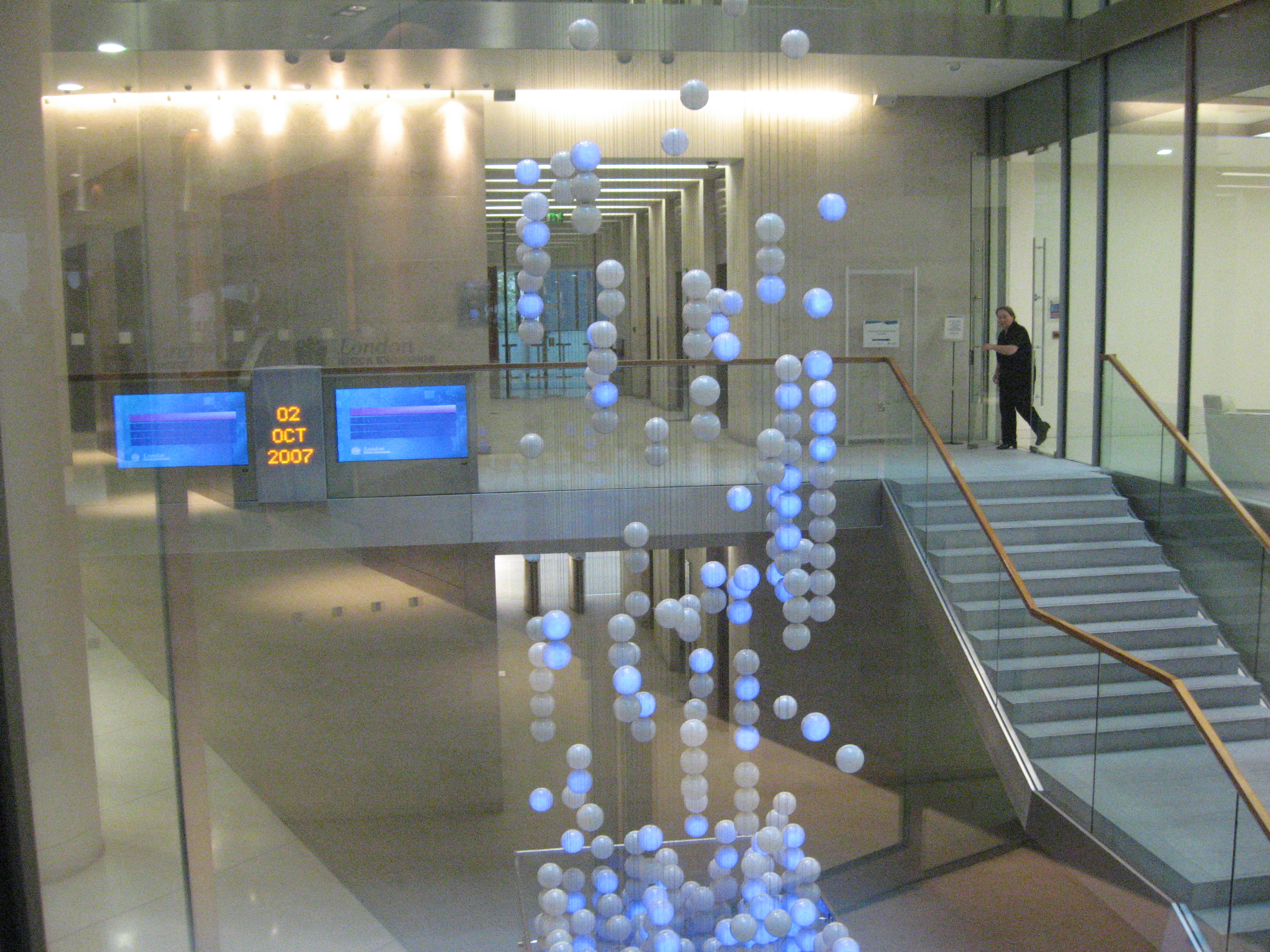
The Source di Greyworld, collocato nell'atrio del nuovo LSE

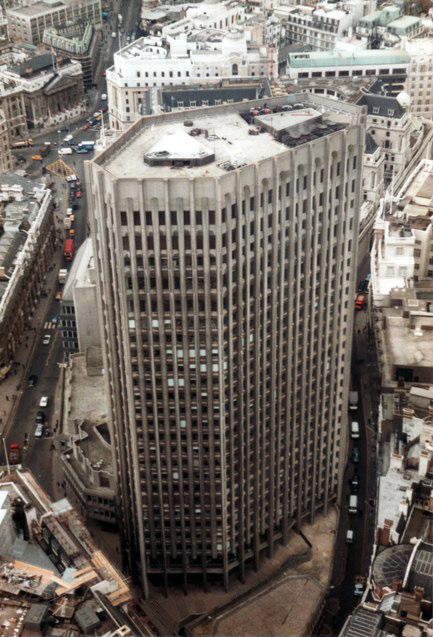
La Stock Exchange Tower, accanto alla Banca d'Inghilterra, è stata sede del LSE dal 1972 al 2004

## Storia
Tra il 1565 ed il 1566 degli operai fiamminghi fondarono la primordiale Borsa di Londra (detta Royal Exchange), ricalcando il modello dell’omologa borsa di Anversa. Essa fu ufficialmente inaugurata il 23 gennaio 1571 da Elisabetta I.
I principali eventi precedenti alla fondazione della Borsa di Londra furono l'istituzione della Banca d'Inghilterra, nel 1694, occupatasi sin dagli esordi, di obbligazioni emesse dal governo durante le guerre e di operazioni riguardanti il debito pubblico, la formazione della Compagnia dei Mari del Sud (South Sea Company), avente lo scopo di porsi come principale intermediario per il debito pubblico, la Compagnia delle Indie Orientali, che riuscirono a rastrellare un ingente quantitativo di capitali, preso dai risparmiatori, e di metterlo a disposizione dello Stato.
Intorno al 1720 la pre-Borsa di Londra (Royal Exchange) fu al centro di un periodo di grande floridezza, attestato dall'ingresso di oltre 200 nuove società e da un frenetico commercio di azioni. Quando, però la sopravvalutazione delle azioni portò a un crollo, venne emanato il Bubble Act, che impediva la costituzione di società per azioni senza l'autorizzazione regale. Questa limitazione restò in vigore per cento anni e solamente nel 1824 venne sospesa.
Durante le guerre napoleoniche si assistette ad un boom di società nei settori industriali ed alimentari, mentre invece a partire dal 1823 si espanse il settore assicurativo e dagli anni quaranta ebbero un grande successo le azioni ferroviarie.
Con l'abrogazione del Bubble Act le società quotate in borsa crebbero a dismisura, costringendo nel 1856 il Joint Stock Companies Act ad introdurre la responsabilità limitata. Anche la fissazione del valore nominale delle azioni dovette seguire varie fasi ben precise e se nel 1860 solo il 16% delle azioni aveva un valore inferiore alle 5 sterline e il 52% era compreso tra le 10 e le 100 sterline, verso la fine del secolo le azioni delle navi scesero anche ad una sterlina, per rendersi appetibili ad un numero maggiore di acquirenti.
L'importanza della Borsa londinese è attestata dalla cifra di titoli scambiati nel 1910, circa 10,7 miliardi di sterline, corrispondente ad un terzo del valore mondiale. Nonostante il lungo periodo di successo, intorno agli anni ottanta del Novecento iniziò un lento calo di importanza del centro finanziario londinese, che costrinse l'autorità ad emettere il cosiddetto Big Bang, ossia un insieme di norme atte a deregolamentare la Borsa di Londra, coinvolgente soprattutto la figura del broker e del jobber, oltre al funzionamento tecnico della borsa radicalmente rinnovato grazie all'ausilio delle nuove tecnologie informatiche.

## Orario
Le contrattazioni sono aperte dalle 08:00 alle 16:30, ora locale, ogni giorno dal lunedì al venerdì. Sono sospese nelle giornate di sabato, domenica e durante le festività dichiarate per l'Exchange in advance.